# 32001 Golbin
32001 Golbin è un asteroide della fascia principale. Scoperto nel 2000, presenta un'orbita caratterizzata da un semiasse maggiore pari a 2,5666236 UA e da un'eccentricità di 0,1983509, inclinata di 2,28199° rispetto all'eclittica.